# Globba urophylla
Globba urophylla är en enhjärtbladig växtart som beskrevs av Karl Moritz Schumann. Globba urophylla ingår i släktet Globba och familjen Zingiberaceae.
Artens utbredningsområde är Moluckerna. Inga underarter finns listade i Catalogue of Life.